# Поручиков, Иван Яковлевич
Ива́н Я́ковлевич Пору́чиков (21 апреля 1928, дер. Трубчино, Брянская губерния — 6 февраля 2024) — советский партийный и государственный деятель, председатель Исполнительного комитета Брянского областного Совета народных депутатов (1980—1989). Почётный гражданин Брянска и Брянской области.

## Биография
- 1952 — окончил Брянский институт транспортного машиностроения
- 1952—1953 — инженер Брянского машиностроительного завода (БМЗ)
- 1953—1954 — секретарь комитета ВЛКСМ БМЗ
- 1955—1960 — второй секретарь Брянского обкома ВЛКСМ
- 1960—1961 — заместитель главного инженера Жуковского велосипедного завода
- 1962—1962 — гл. инженер Управления радиотехнической и электронной промышленности Брянского совнархоза
- 1962—1980 — директор Брянского завода полупроводниковых приборов (БЗПП)
- 1980—1989 — председатель Брянского облисполкома